# Annie Lobért

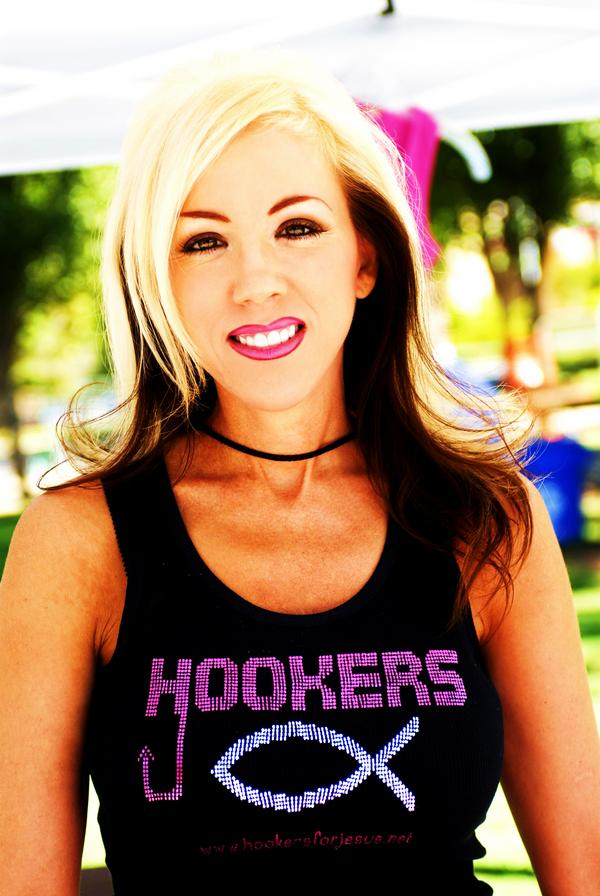
Annie Lobért (2007)

Annie Lobért (* 26. September 1967 in Minnesota) ist eine ehemalige amerikanische Prostituierte, Gründerin und derzeitige Geschäftsführerin der Hookers for Jesus. Hookers for Jesus ist ein christliches Missionswerk, das sich um die Betreuung von Prostituierten, Stripperinnen und Pornodarstellerinnen bemüht. Lobért, die sich als wiedergeborene Christin bezeichnet, arbeitete elf Jahre bei einer Begleitagentur in Las Vegas, die sich auf Sportler und Prominente spezialisiert hatte.

## Leben
Nach Beendigung ihrer Tätigkeit gründete Lobert zusammen mit einem früheren Freier und späteren Freund eine internationale, vor allem in der japanischen Super GT Series, aktive Karosseriebau- und Designfirma. Im Jahre 2003 verloren sie die Kontrolle über die Firma und auch ihre Beziehung ging zu Bruch.
Danach rief sie die Organisation Hookers for Jesus ins Leben. Sie arbeitet mit Heather Veitch von den JCs Girls zusammen an dem Public Relations Projekt Saving Sex City, in dem sie zusammen mit früheren Kolleginnen in Las Vegas Stripclubs und Pornofilmstudios besucht, mit den Frauen und Betreibern redet und dort Bibeln verschenkt. Außerdem hält Lobért Vorträge in Kirchen und Versammlungshallen über die Auswirkungen der Sexindustrie auf die Gesellschaft. Oft ist sie in Fernsehen und Rundfunk in der westlichen Welt und in Afrika präsent. Sie gab unter anderem Interviews bei Life Today with James Robison, Morris Cerullo's HelpLine TV, the 700 Club, in der Jim Bakker Show with Mark Gungor, JCTV, und dem Trinity Broadcasting Network Praise the Lord mit den Carman Singers.

## Mission
In ihren Vorträgen und Interviews geht sie auf die ihrer Meinung nach wichtigen Aussagen des Christentums ein. Wir erzählen den Frauen, dass Gott sie liebt, egal ob sie Huren, Stripper oder Pornostars sind. Dass es nichts gibt, was sie in ihrer Vergangenheit getan haben könnten, was nicht von Gott bei ehrlicher Reue und Umkehr verziehen wird. Gott führt kein Schuldkonto, keine ewige Strichliste über seine von ihm ins Leben gerufenen Geschöpfe und ihr Tun. Seine Gnade und Barmherzigkeit beschirmt jeden Menschen, zu aller Zeit.
Sie ist Autorin des in Bearbeitung befindlichen Buches mit dem Arbeitstitel Hooker for Jesus. Am 5. Juni 2009 heiratete Lobért Oz Fox, den Gitarristen der christlichen Musikgruppe Stryper, in Las Vegas, NV.

## Weblinks

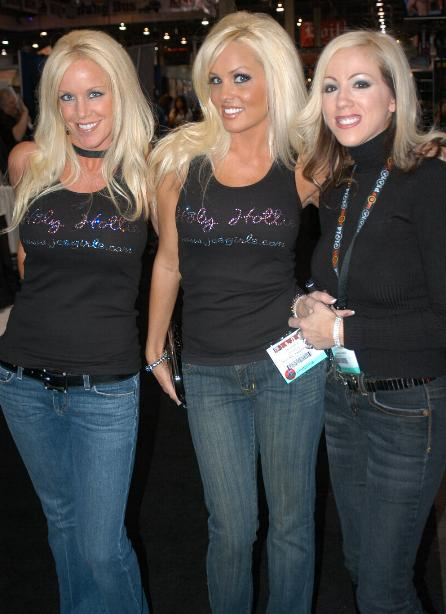
Lori Albee, Heather Veitch und Annie Lobert bei der AEE, 2007